# مورچه درودگر
مور، مورچه درودگر یا مورچه نجّار (به انگلیسی: Carpenter ant) از جمله مورهای بومی بسیاری از نقاط جهان هستند که بسیار بزرگ هستند و گاه طول آنها تا ۲٫۵ سانتی‌متر نیز می‌رسد. آنها بر خلاف موریانه‌ها ترجیح می‌دهند که مرده و چوب مرطوب بخورند.
در فارسی به رسته کوچک‌تر این نوع حشرات مورچه می‌گویند.